# Gyroidinus
Gyroidinus es un género de foraminífero bentónico considerado un sinónimo posterior de Gyroidina de la subfamilia Gavelinellinae, de la familia Gavelinellidae, de la superfamilia Chilostomelloidea, del suborden Rotaliina y del orden Rotaliida. Su especie tipo era Gyroidinus pulisukensis. Su rango cronoestratigráfico abarcaba el Holoceno.

## Clasificación
Gyroidinus incluía a las siguientes especies:
- Gyroidinus borealis, aceptado como Gyroidina borealis
- Gyroidinus lamarckina, aceptado como Gyroidina lamarckiana
- Gyroidinus marcida
- Gyroidinus profundus, aceptado como Gyroidina profundus
- Gyroidinus pulisukensis, aceptado como Gyroidina pulisukensis